# Miralem Pjanić
Miralem Pjanić (Tuzla, 2 april 1990) is een Bosnisch profvoetballer die anno 2024 als middenvelder speelt voor CSKA Moskou. Pjanić debuteerde in 2008 in het voetbalelftal van Bosnië en Herzegovina.

## Clubcarrière
De Bosniak Pjanić werd in Zvornik geboren, maar na het uitbreken van de Bosnische Oorlog in 1992 vluchtte het gezin Pjanić naar Luxemburg. In 2000 ging Pjanić voetballen bij FC Schifflange 95. Hij speelde er vier jaar en zijn talent werd opgemerkt door FC Metz, waar hij van 2004 tot 2007 in de jeugd speelde. In het seizoen 2007/08 drong Pjanić door tot het eerste elftal van de club en maakte zijn debuut op 17 augustus 2007 in de competitiewedstrijd thuis tegen Paris Saint-Germain.
Op 6 juni 2008 vertrok Pjanić bij FC Metz en tekende bij Olympique Lyonnais een vijfjarig contract tot medio 2013. Metz en Lyon kwamen een transferbedrag overeen van 8 miljoen euro plus bonus. In oktober 2010 stond de naam van Pjanić in de mondiale top honderd van grote talenten volgens een lijst van het Spaanse magazine Don Balón.
Pjanić tekende op 31 augustus 2011 een in eerste instantie vierjarig contract bij AS Roma, dat elf miljoen euro voor hem betaalde. Ook hier speelde hij zich in de basis. Hij werd met de club in de volgende vijf seizoenen achtereenvolgens zevende, zesde, tweede, nog eens tweede en derde in de Serie A. Pjanić bereikte in het seizoen 2015/16 voor het eerst in zijn carrière dubbele cijfers wat betreft competitiedoelpunten.
Pjanić tekende in juni 2016 een contract tot medio 2021 bij Juventus, de Italiaanse kampioen van de voorgaande vijf seizoenen. Dat betaalde circa 32 miljoen euro voor hem aan AS Roma. 
Na afloop van het Champions League seizoen 2016/17 werd hij als een van de achttien spelers opgenomen in het sterrenteam van de UEFA In de finale, gespeeld op zaterdag 3 juni 2017, verloor hij in het Millennium Stadium in Cardiff met 4–1 van Real Madrid.
In de zomer van 2020 werd Pjanić onderdeel van een opmerkelijke ruildeal tussen FC Barcelona en Juventus. De formatie uit Turijn kreeg in het nieuwe seizoen de beschikking over Arthur Melo en Pjanić bewandelde de omgekeerde weg. In Camp Nou was de middenvelder veelal bankzitter. Hij werd een seizoen uitgeleend aan de Turkse topclub Beşiktaş, hij keerde na het seizoen terug naar de Catalanen. Even later werd het contract van Pjanić ontbonden en tekende een tweejarig contract bij Sharjah FC.
In september 2024 tekende hij een contract bij CSKA Moskou. Hij was transfervrij. Dit was een opvallende overstap, want in september 2022, zeven maanden na de Russische invasie van Oekraïne, gaf Pjanić aan het er niet mee eens te zijn dat Bosnië een vriendschappelijke interland zou spelen in en tegen Rusland. "Ik ben tegen het spelen van deze wedstrijd. Ik ben altijd en alleen voor vrede. We moeten deze wedstrijd niet spelen als er onschuldige mensen lijden", zei Pjanić destijds.

## Clubstatistieken
| Seizoen     | Club           | Competitie     | Competitie | Competitie | Competitie | Beker | Beker | Beker | Internationaal | Internationaal | Internationaal | Totaal | Totaal | Totaal |
| Seizoen     | Club           | Competitie     | Wed.       | Dlp.       | Ass.       | Wed.  | Dlp.  | Ass.  | Wed.           | Dlp.           | Ass.           | Wed.   | Dlp.   | Ass.   |
| ----------- | -------------- | -------------- | ---------- | ---------- | ---------- | ----- | ----- | ----- | -------------- | -------------- | -------------- | ------ | ------ | ------ |
| 2007/08     | FC Metz        | Ligue 1        | 32         | 3          | 2          | 6     | 1     | 0     | —              | —              | —              | 38     | 4      | 2      |
| Club Totaal | Club Totaal    | Club Totaal    | 32         | 3          | 2          | 6     | 1     | 0     | 0              | 0              | 0              | 38     | 4      | 2      |
| 2008/09     | Olympique Lyon | Ligue 1        | 20         | 0          | 2          | 3     | 0     | 0     | 1              | 0              | 0              | 24     | 0      | 2      |
| 2009/10     | Olympique Lyon | Ligue 1        | 37         | 6          | 9          | 2     | 0     | 0     | 14             | 5              | 4              | 53     | 11     | 13     |
| 2010/11     | Olympique Lyon | Ligue 1        | 30         | 3          | 3          | 1     | 0     | 0     | 8              | 1              | 0              | 39     | 4      | 3      |
| 2011/12     | Olympique Lyon | Ligue 1        | 3          | 1          | 3          | 0     | 0     | 0     | 2              | 0              | 0              | 5      | 1      | 3      |
| Club Totaal | Club Totaal    | Club Totaal    | 90         | 10         | 17         | 6     | 0     | 0     | 25             | 6              | 4              | 121    | 16     | 21     |
| 2011/12     | AS Roma        | Serie A        | 30         | 3          | 9          | 1     | 0     | 0     | —              | —              | —              | 31     | 3      | 9      |
| 2012/13     | AS Roma        | Serie A        | 27         | 3          | 6          | 2     | 1     | 2     | —              | —              | —              | 29     | 4      | 8      |
| 2013/14     | AS Roma        | Serie A        | 35         | 6          | 6          | 3     | 0     | 0     | —              | —              | —              | 38     | 6      | 6      |
| 2014/15     | AS Roma        | Serie A        | 34         | 5          | 10         | 2     | 0     | 0     | 10             | 0              | 0              | 46     | 5      | 10     |
| 2015/16     | AS Roma        | Serie A        | 33         | 10         | 10         | 1     | 0     | 0     | 7              | 2              | 1              | 41     | 12     | 11     |
| Club Totaal | Club Totaal    | Club Totaal    | 159        | 27         | 41         | 9     | 1     | 2     | 17             | 2              | 1              | 185    | 30     | 44     |
| 2016/17     | Juventus       | Serie A        | 33         | 5          | 10         | 5     | 2     | 1     | 12             | 1              | 3              | 50     | 8      | 14     |
| 2017/18     | Juventus       | Serie A        | 31         | 5          | 8          | 5     | 1     | 2     | 8              | 1              | 1              | 44     | 7      | 11     |
| 2018/19     | Juventus       | Serie A        | 31         | 2          | 6          | 3     | 0     | 1     | 10             | 2              | 1              | 44     | 4      | 8      |
| 2019/20     | Juventus       | Serie A        | 30         | 3          | 8          | 5     | 0     | 0     | 8              | 0              | 0              | 43     | 3      | 8      |
| Club Totaal | Club Totaal    | Club Totaal    | 125        | 15         | 32         | 18    | 3     | 4     | 38             | 4              | 5              | 181    | 22     | 41     |
| 2020/21     | FC Barcelona   | La Liga        | 19         | 0          | 0          | 3     | 0     | 0     | 8              | 0              | 0              | 30     | 0      | 0      |
| Club Totaal | Club Totaal    | Club Totaal    | 19         | 0          | 0          | 3     | 0     | 0     | 8              | 0              | 0              | 30     | 0      | 0      |
| 2021/22     | → Beşiktaş     | Süper Lig      | 20         | 0          | 2          | 3     | 0     | 0     | 3              | 0              | 2              | 26     | 0      | 4      |
| Club Totaal | Club Totaal    | Club Totaal    | 20         | 0          | 2          | 3     | 0     | 0     | 3              | 0              | 2              | 26     | 0      | 4      |
| 2022/23     | Sharjah FC     | UAE Pro League | 18         | 4          | 4          | 10    | 1     | 1     | 2              | 0              | 2              | 30     | 5      | 7      |
| 2023/24     | Sharjah FC     | UAE Pro League | 23         | 0          | 7          | 4     | 0     | 1     | 5              | 0              | 1              | 32     | 0      | 9      |
| Club Totaal | Club Totaal    | Club Totaal    | 41         | 4          | 11         | 14    | 1     | 2     | 7              | 0              | 3              | 62     | 5      | 16     |
| 2024/25     | CSKA Moskou    | Premier Liga   | 7          | 0          | 0          | 4     | 0     | 1     | —              | —              | —              | 11     | 0      | 1      |
| Club Totaal | Club Totaal    | Club Totaal    | 7          | 0          | 0          | 4     | 0     | 1     | 0              | 0              | 0              | 11     | 0      | 1      |
| Totaal      | Totaal         | Totaal         | 493        | 59         | 105        | 63    | 6     | 9     | 98             | 12             | 15             | 654    | 77     | 129    |

Bijgewerkt t/m 20 oktober 2019

## Interlands

### Luxemburg
Pjanić woonde vanaf zijn tweede jaar in Luxemburg en verkreeg de Luxemburgse nationaliteit. Hij kwam tussen 2004 en 2007 uit voor de nationale elftallen onder 17 en onder 19. In 2006 zat hij bij de selectie voor het EK onder 17 in eigen land, waar Luxemburg automatisch voor geplaatst was. Hij stond in alle drie de groepswedstrijden in de basis en scoorde in de verloren wedstrijd tegen Spanje (1–7) het enige Luxemburgse doelpunt van het toernooi. De andere twee wedstrijden, tegen Hongarije (0–4) en de latere winnaar Rusland (0–2), gingen eveneens verloren.
Later dat jaar speelde Pjanić met Luxemburg onder 17 tegen de leeftijdsgenoten van België. De wedstrijd eindigde in 5–5, waarbij Pjanić vier keer scoorde.

### Bosnië en Herzegovina
In een interview met een Bosnische krant in september 2007, gaf Pjanić aan liever voor Bosnië en Herzegovina dan voor Luxemburg uit te willen komen. De Bosnische voetbalbond gaf gehoor aan die wens en de bondscoach van Bosnië en Herzegovina onder 21 riep hem een aantal keren op. Hij kon zijn debuut nog niet maken, omdat hij geen Bosnisch paspoort meer had. Op 9 oktober 2007 sprak Pjanić 'officieel' zijn voorkeur uit voor Bosnië-Herzegovina. Hij ontving in het begin van 2008 zijn Bosnische paspoort.
Na enkele malen bij de selectie van Bosnië en Herzegovina onder 21 te hebben gezeten, maakte Pjanić op 20 augustus 2008 zijn interlanddebuut. Thuis in Zenica werd een oefeninterland tegen Bulgarije met 1–2 verloren. Pjanić maakte deel uit van de ploeg die zich op dinsdag 15 oktober 2013 plaatste voor het WK 2014 in Brazilië. Bosnië en Herzegovina won die dag in het afsluitende WK-kwalificatiewedstrijd met 1–0 van gastland Litouwen, waardoor de selectie van voormalig bondscoach Safet Sušić zich voor het eerst in de geschiedenis kwalificeerde voor een WK-eindronde. De enige treffer in die wedstrijd kwam in de 68ste minuut op naam van aanvaller Vedad Ibišević. Pjanić was op het WK zelf basisspeler in alle drie de wedstrijden die zijn land op dat toernooi speelde. Hij scoorde in de met 3–1 gewonnen groepswedstrijd tegen Iran.
In mei 2024 maakte hij bekend te stoppen met het spelen van interlands, nadat Bosnië en Herzegovina zich niet wist te kwalificeren voor het EK 2024.
| Interlanddoelpunten | Interlanddoelpunten | Interlanddoelpunten | Interlanddoelpunten               | Interlanddoelpunten | Interlanddoelpunten | Interlanddoelpunten | Interlanddoelpunten |
| ------------------- | ------------------- | ------------------- | --------------------------------- | ------------------- | ------------------- | ------------------- | ------------------- |
| 1                   | 03/03/2010          | Sarajevo            | Bosnië en Herzegovina – Ghana     | 65'                 | 2 – 1               | 2 – 1               | Oefeninterland      |
| 2                   | 03/09/2010          | Luxemburg           | Luxemburg – Bosnië en Herzegovina | 12'                 | 0 – 2               | 0 – 3               | EK-kwalificatie     |
| 3                   | 17/11/2010          | Bratislava          | Slowakije – Bosnië en Herzegovina | 50'                 | 1 – 2               | 2 – 3               | Oefeninterland      |
| 4                   | 07/10/2011          | Zenica              | Bosnië en Herzegovina – Luxemburg | 36'                 | 900 – 0             | 5 – 0               | EK-kwalificatie     |
| 5                   | 11/09/2012          | Zenica              | Bosnië en Herzegovina – Letland   | 44'                 | 2 – 1               | 4 – 1               | WK-kwalificatie     |
| 6                   | 16/10/2012          | Zenica              | Bosnië en Herzegovina – Litouwen  | 40'                 | 3 – 0               | 3 – 0               | WK-kwalificatie     |
| 7                   | 06/02/2013          | Ljubljana           | Slovenië – Bosnië en Herzegovina  | 41'                 | 0 – 2               | 0 – 3               | Oefeninterland      |
| 8                   | 06/02/2013          | Riga                | Letland – Bosnië en Herzegovina   | 80'                 | 0 – 4               | 0 – 5               | WK-kwalificatie     |
| 9                   | 25/06/2014          | Salvador            | Bosnië en Herzegovina – Iran      | 59'                 | 2 – 0               | 3 – 1               | WK 2014             |

## Erelijst
| Competitie   |        |                                    |      |      |
| Competitie   | Aantal | Jaren                              |      |      |
| Metz         | Metz   | Metz                               | Metz | Metz |
| ------------ | ------ | ---------------------------------- | ---- | ---- |
| Ligue 2      | 1x     | 2006/07                            |      |      |
| Juventus     |        |                                    |      |      |
| Serie A      | 4x     | 2016/17, 2017/18, 2018/19, 2019/20 |      |      |
| Coppa Italia | 2x     | 2016/17, 2017/18                   |      |      |
| FC Barcelona |        |                                    |      |      |
| Copa del Rey | 1x     | 2020/21                            |      |      |
| Beşiktaş     |        |                                    |      |      |
| Süper Kupa   | 1x     | 2021                               |      |      |